# William Allen Egan
William Allen Egan, detto Bill (Valdez, 8 ottobre 1914 – Anchorage, 6 maggio 1984), è stato un politico statunitense.
È stato per due volte il governatore dell'Alaska: ha ricoperto il primo incarico dal 1959 al 1966 e il secondo nel periodo 1970-1974. Era rappresentante del Partito Democratico.